# Petra Zindler
Petra Zindler   (Colònia, 11 de febrer de 1966), coneguda de casada com a Petra Reinwald, és una nedadora alemanya, ja retirada, especialista en estils, que va competir sota bandera de la República Federal Alemanya durant la dècada de 1980.
El 1984 va prendre part en els Jocs Olímpics d'Estiu de Los Angeles, on va disputar tres proves del programa de natació. Guanyà la medalla de bronze en els 400 metres estils, rere l'estatunidenca Tracy Caulkins i l'australiana Suzanne Landells. En els 200 metres esquena fou setena, mentre en els 200 metres papallona quedà eliminada en sèries.
En el seu palmarès també destaquen una medalla de plata i dues medalles de bronze al Campionat d'Europa de natació de 1983 i 1985. Entre 1981 i 1985 guanyà 15 campionats alemanys: dels 200 i 400 metres estils (1981 a 1985), dels 200 metres braça (1981 i 1982), dels 200 metres papallona (1983 i 1985) i dels 200 metres lliures (1985).